# تپه پیرزمان آباد
تپه پیر زمان آباد در شهرستان شاهرود، بخش بیارجمند، دهستان خوارتوران، ورودی روستای زمان آباد واقع شده و این اثر در تاریخ ۷ اسفند ۱۳۸۶ با شمارهٔ ثبت ۲۱۴۰۷ به‌عنوان یکی از آثار ملی ایران به ثبت رسیده است.